# Beni Mazar
Beni Mazar (arabisch بنى مزار, DMG Banī Mazār) ist eine Stadt im Zentrum Ägyptens im Gouvernment al-Minya mit ca. 104.000 Einwohnern. Sie liegt am Westufer des Nils, im Norden des Gouvernement.

## Bevölkerungsentwicklung
| Zensusjahr | Einwohnerzahl |
| ---------- | ------------- |
| 1996       | 52.690        |
| 2006       | 79.553        |
| 2017       | 103.891       |